# HD98617
HD98617 — хімічно пекулярна зоря спектрального класу A3, що має видиму зоряну величину в смузі V приблизно  6,3.
Вона  розташована на відстані близько 210,4 світлових років від Сонця.